# Islas Belep
Las Islas Belep (en francés: Îles Belep) (a veces escrito Bélep extraoficialmente) es una comuna en la provincia Norte de Nueva Caledonia, un territorio de ultramar de Francia en el océano Pacífico.
El territorio del municipio o Comuna está formado por las Islas Belep (también llamado como el Archipiélago Belep), que se encuentran al norte del territorio continental de Nueva Caledonia. Las dos islas principales del archipiélago son Belep, y la isla Art (también conocida como aka Aar) y la isla de Pott (aka Phwoc), y el resto del archipiélago se compone de las Islas Daos del Norte, las Islas Daos del Sur, y varios islotes muy pequeños.
El centro administrativo de la comuna es la localidad de Waala, en la isla Art, la mayor de las Islas Belep.

## Historia
Las islas fueron llamadas así por un jefe canaca llamada Belep que se instaló allí en tiempos antiguos. Una misión católica fue fundada en Belep en 1856. Las islas fueron el lugar de una colonia de leprosos entre 1892 y 1898.

## Administración
Belep es también una municipalidad cuyo alcalde desde 2008 es Albert Wahoulo (del partido FCCI). Belep dispone de un aeropuerto (IATA: BMY). El disputó la alcaldía al partido UPM (parte del FLNKS), que tuvo el control del ayuntamiento desde 2001 hasta 2008. El FCCI, movimiento separatista más moderado ha controlado la ciudad entre 1998-2001 y desde 2008. Los contrarios a la independencia no tienen ningún cargo.